# Geslachtsstrengen

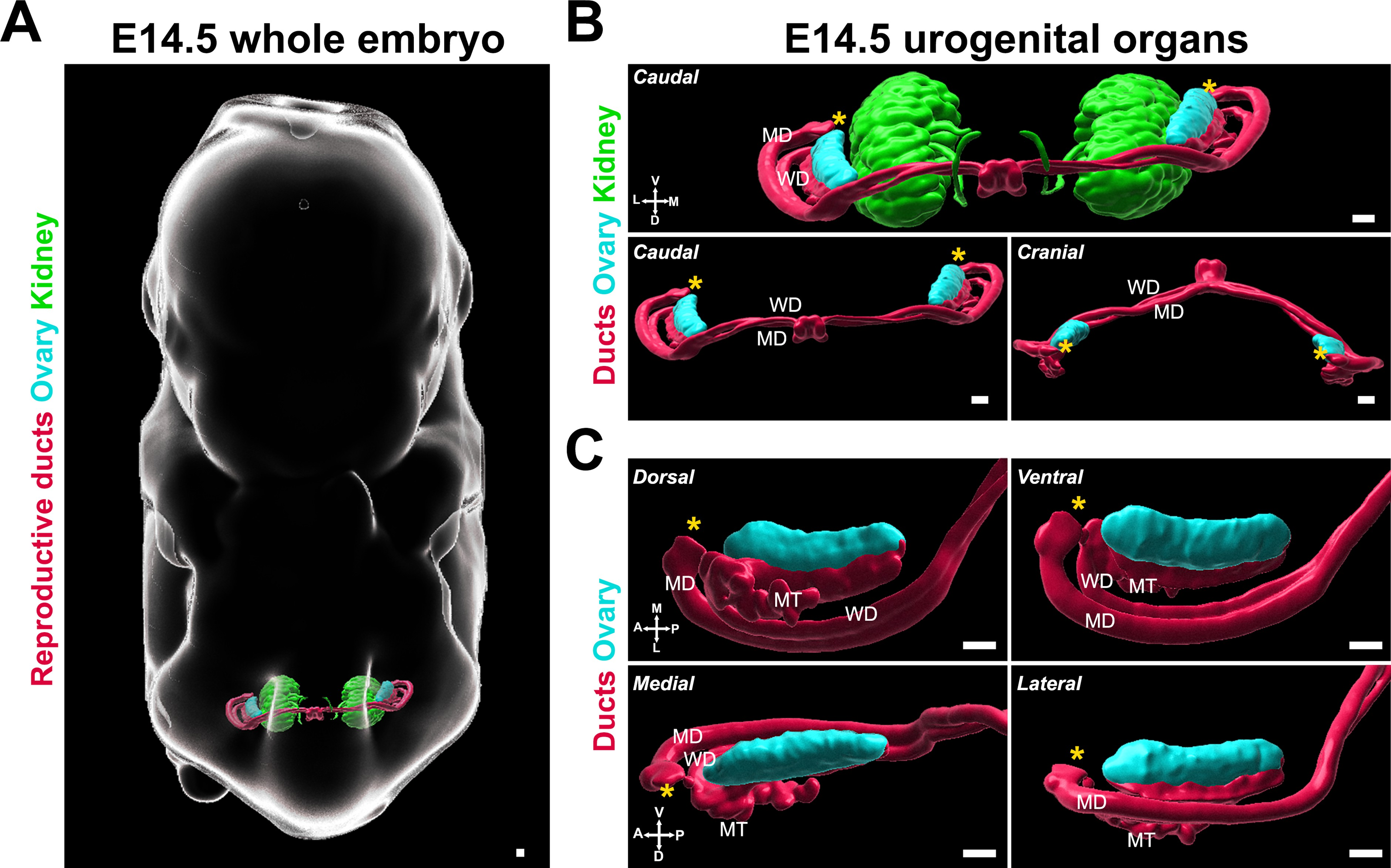
Geslachtstrengen (groen en rood) bij een muisembryo

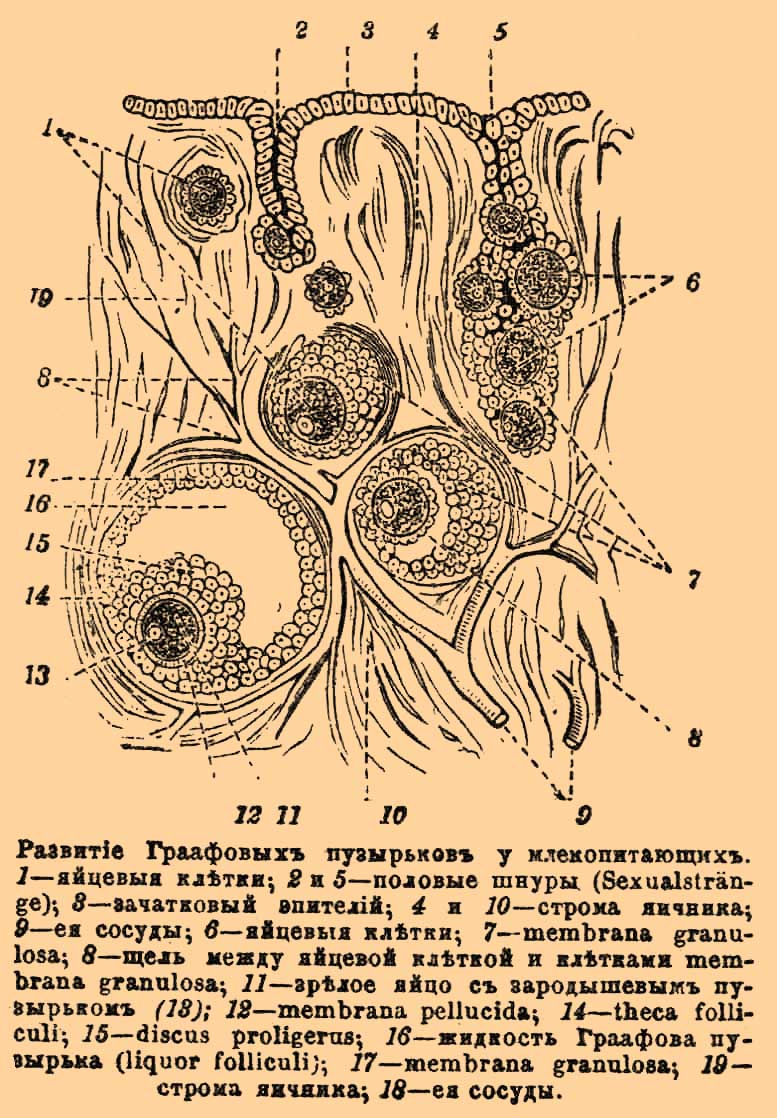
2 en 5 geslachtsstrengen, 6 eicellen.

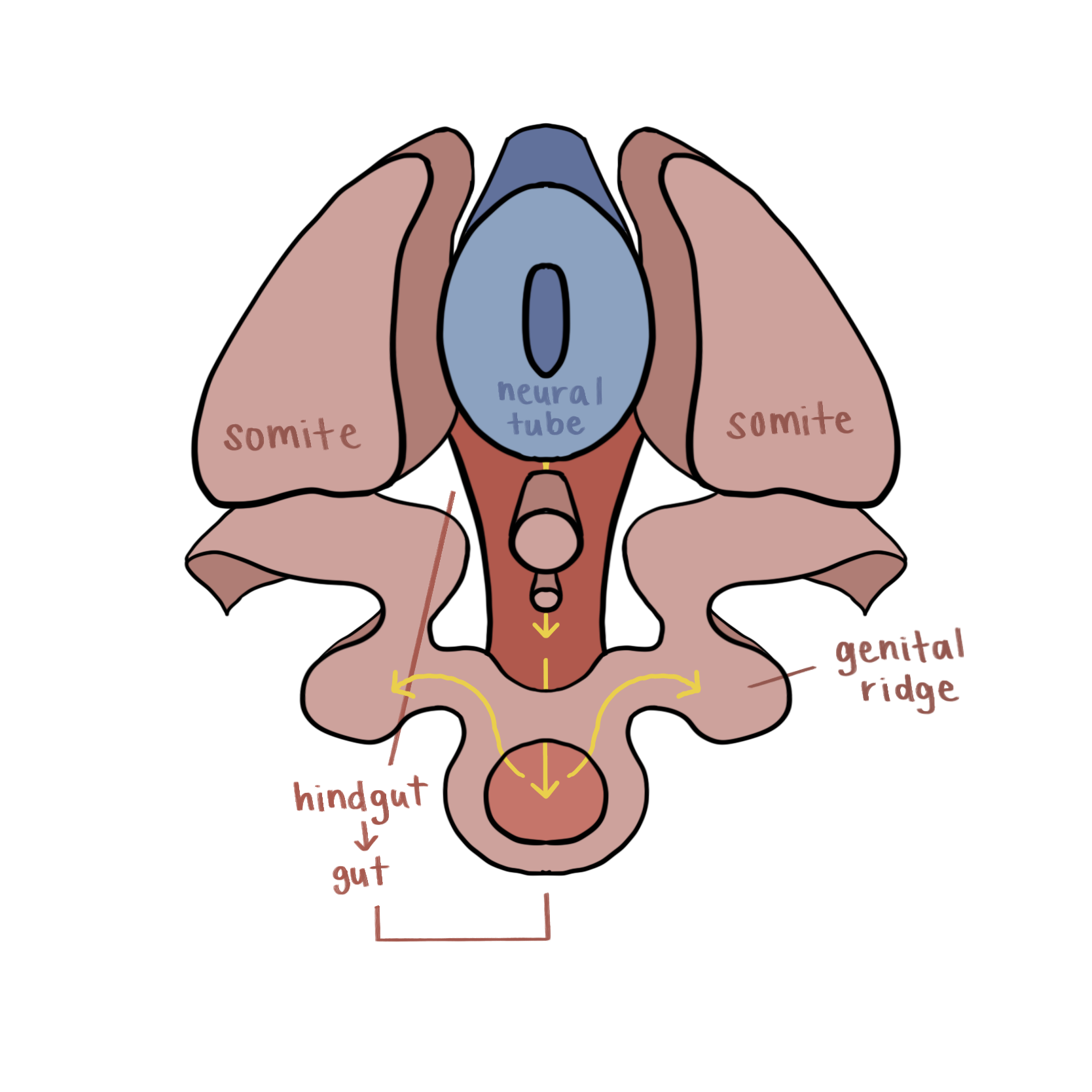
Een afbeelding van de migratie van de cellen die aanleiding zullen geven tot de geslachtsstrengen naar de gonadale richel, waar ze de geslachtsklieren van het embryo zullen worden.

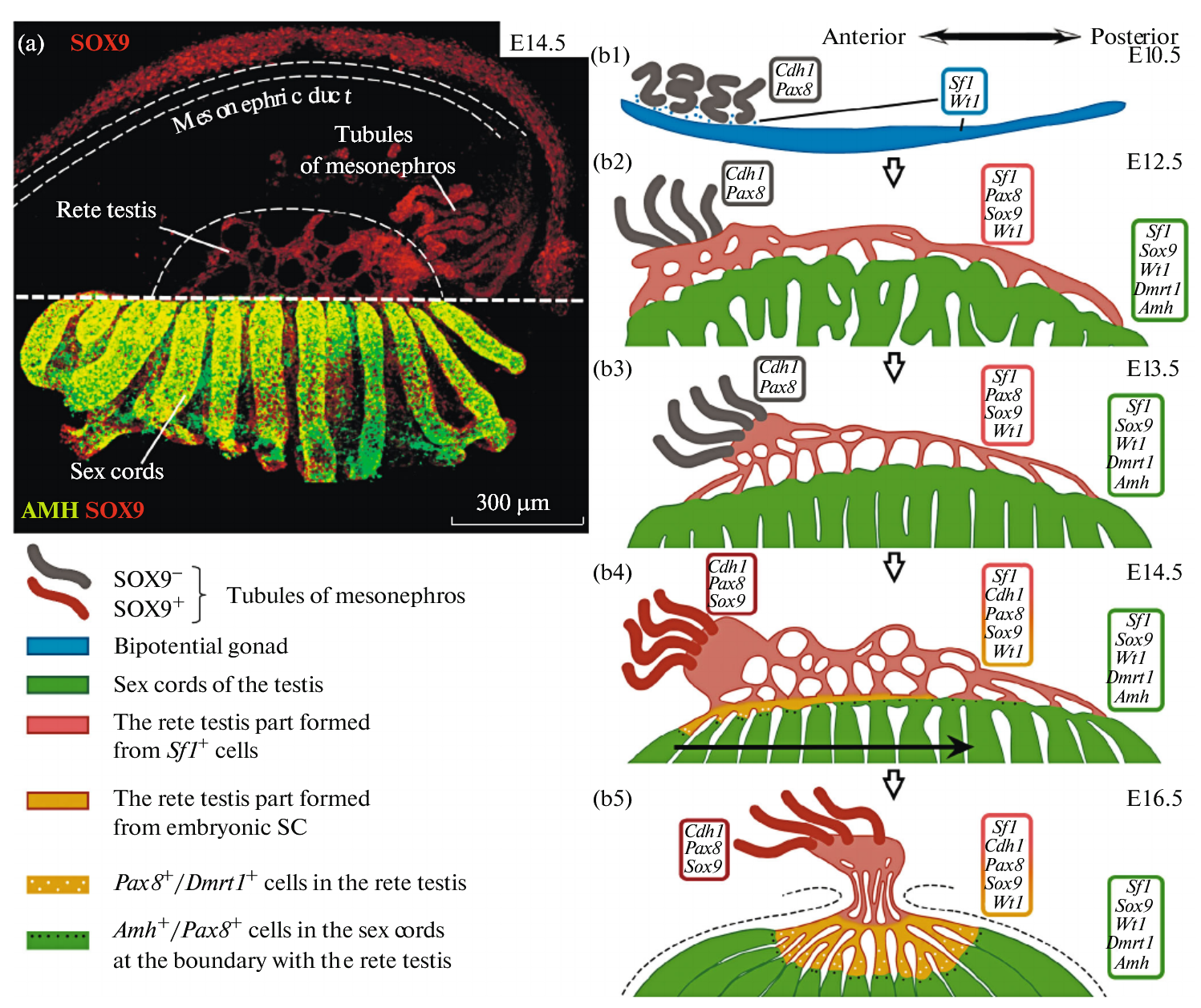
Embryonale ontikkeling van de rete testis bij de muis (sec cords: geslachtsstrengen).

De geslachtsstrengen of kiemstrengen zijn embryonale structuren die uiteindelijk aanleiding zullen geven tot de volwassen geslachtsklieren. Ze worden gevormd uit de gonadale richels in de eerste twee maanden van de zwangerschap (embryonale ontwikkeling), die afhankelijk van het geslacht van het embryo aanleiding zullen geven tot mannelijke of vrouwelijke geslachtsstrengen.  Deze epitheelcellen (van de gonadale richels) dringen het onderliggende mesenchym binnen om de primitieve geslachtsstrengen te vormen. Dit gebeurt kort voor en tijdens de aankomst van de oerkiemcellen naar de gepaarde gonadale richels. Als er een Y-chromosoom aanwezig is, zullen testiculaire strengen zich ontwikkelen via het Sry-gen (d.i. de sexe-bepalende regio op een Y-chromosoom): het onderdrukken van de vrouwelijke geslachtsstreng-genen en het activeren van de mannelijke. In de aanwezigheid van Sry beginnen de geslachtstrengen van een 8 weken oud embryo te differentiéren tot teelbal, en komen sertolicellen en leydigcellen tot ontwikkeling. Als er in plaats van het Y-chromosoom een tweede X-chromosoom aanwezig is, zal het tegenovergestelde gebeuren, waarbij eierstokstrengen ontstaan. Voordat de geslachtsstrengen gevormd worden zijn er zowel in XX- als XY-embryo's (vrouwelijke en mannelijke) gangen van Müller en van Wolff aanwezig.  Een van deze structuren zal worden onderdrukt om de andere ertoe aan te zetten zich verder te differentiëren tot de uitwendige geslachtsorganen.  De gangen van Müller zijn de gangen in het embryo die zich bij een vrouwelijke embryo ontwikkelen tot de eileiders, baarmoeder, baarmoederhals (cervix uteri) en het bovenste deel van de vagina. De gangen van Wolff dienen als het primordium voor mannelijke urogenitale structuren, waaronder de bijbal, zaadleider en zaadblaasjes.

## Ontwikkeling van mannelijke geslachtsstrengen
Zodra de gonadale richel de mannelijke geslachtsstrengen gaat vormen, ontwikkelen zich sertolicellen (voedstercellen) en leydigcellen. De sertolicellen induceren vervolgens de productie en organisatie van cellen waaruit de teelbalstrengen ontstaan. Deze strengen zullen uiteindelijk de teelballen worden, die op hun beurt hormonen produceren, in het bijzonder testosteron. De sertolicellen produceren het antimüllerseganghormoon (AMH) dat ervoor zorgt dat de gangen van Müller afgebroken worden. Leydigcellen produceren testosteron. Dit hormoon stuurt de vorming van de andere mannelijke geslachtskenmerken aan en veroorzaken de afdaling van de twee teelballen uit de buik. Dit hormoon veroorzaakt ook de ontwikkeling van het mannelijke voortplantingsstelsel. Embryo's worden gevormd met gangen van Wolff en van Müller, die respectievelijk het mannelijke of vrouwelijke voortplantingsstelsel zal worden. Bij een mannelijk embryo zullen de teelbalstrengen de ontwikkeling van de gang van Wolff in de zaadleider, bijbal en het zaadblaasje induceren en de onderdrukking en degradatie van de gang van Muller veroorzaken. De andere mannelijke geslachtsorganen (bijvoorbeeld de prostaat) en de uitwendige geslachtsorganen worden ook gevormd onder invloed van testosteron.

### Ontwikkeling teelbal
De teelbal ontstaat uit de crista gonadalis, de gonadale richel, die in deze fase morfologisch hetzelfde is bij beide geslachten. Deze kiemklieren zijn aanwezig bij de achterste lichaamswand. Samen met de crista renalis vormt het de crista urogenitalis.
Vanaf het einde van de derde embryonale week ontwikkelen de aanwezige kiemklieren zich door proliferatie van het epitheel van de lichaamsholte (coeloomepitheel) en het mesenchym (daaronder gelegen embryonaal bindweefsel). De epitheelcellen dringen binnen in het mesenchym en vormen geslachtsstrengen. In de zesde week nestelen de oerkiemcellen zich in de gonade in aanleg. Onder invloed van deze ingedrongen geslachtscellen zal de gonade zich afhankelijk van het geslacht gaan ontwikkelen.
De primaire geslachtsstrengen groeien door tot in het midden, oftewel het merg (medulla), van de gonade en vormen zaadbalstrengen. In de buurt van het hilum ontstaat uit de geslachtsstrengen een netwerk van fijne kanaaltjes, het latere rete testis, dat zich later verenigt met de zaadbalstrengen. De zaadbalstrengen raken het contact met het coeloomepitheel kwijt en worden door een bindweefsellaag van het epitheel gescheiden. Deze bindweefsellaag is de tunica albuginea. De eerst solide zaadbalstrengen bestaan nu uit spermatogonia en sertolicellen en hebben geen dwarsverbindingen meer. Rond de zesde of zevende week beginnen leydigcellen met het maken van testosteron. Dit brengt seksespecifieke ontwikkeling van de geslachtsgangen (gangen van Wolff en van Müller) op gang. Al in het embryo begint de zaadbal af te dalen uit de hoge ligging in het abdomen richting het scrotum.
Pas aan het begin van de puberteit worden de zaadbalstrengen gekanaliseerd door een lumen. Hierna worden ze tubuli seminiferi genoemd.

### Mutaties in antimüllerseganghormoon (AMH)
Van personen die 46 jaar oud zijn, XY en positief zijn getest op mutaties in hun antimüllerseganghormoon- of AMH-receptorgenen, is bekend dat ze kenmerken vertonen die typerend zijn voor die welke worden vertoond bij het Persistent Mullerian Duct Syndrome (PMDS), vanwege het feit dat de gangen van Müller niet degeneren. Wanneer dit gebeurt, ontwikkelen de individuen structuren die zijn afgeleid van de gangen van Wolff, en ook structuren die zijn afgeleid van de oerniertubulus. Een man met een aanhoudend Müller-gangsyndroom kan een bovenste vagina, baarmoeder en eileiders hebben, evenals een zaadleider samen met mannelijke uitwendige geslachtsorganen. De vrouwelijke organen bevinden zich in de juiste anatomische positie, maar de positie van de teelbal varieert. In 60% tot 70% van de gedetecteerde gevallen zullen beide teelballen in de normale positie van de eierstokken liggen; ongeveer 20% tot 30% van de tijd zal een van de teelballen in de liesbreukzak liggen, terwijl in andere gevallen beide teelballen in dezelfde liesbreukzak zullen liggen. Wanneer een persoon echter een Persistent Mullerian Duct Syndrome (PMDS) vertoont, loopt de zaadleider langs de zijkanten van de baarmoeder.

## Ontwikkeling van de vrouwelijke geslachtsstrengen
De ontwikkeling van de vrouwelijke geslachtsstrengen hangt af van de expressie van specifieke genen, waarbij meerdere pro-ovariële genen (waaronder Wnt4, FoxL2 en Rsp01) en het afwezig zijn van Sry-genexpressie verantwoordelijk zijn. Het afwezig zijn van testosteron zorgt voor proliferatie van de gangen van Müller en onderdrukking van de gangen van Wolff. Het gebrek aan mannelijke geslachtshormonen leidt tot vrouwelijke geslachtsstrengen en daaropvolgende differentiatie van de geslachtsorganen, waarbij geen vrouwelijke geslachtshormonen betrokken zijn. Na het induceren van de vorming van vrouwelijke geslachtsstrengen is coördinatie tussen meerdere genen (BMP, Pax2, Lim1 en Wnt4 bij muizen) vereist voor de ontwikkeling van de gangen van Müller. Zodra de gangen van Müller zijn gevormd, spelen genen die bijdragen aan de celidentiteit en positionering (met name de Hoxgenen) een sleutelrol bij de ontwikkeling van vrouwelijke voortplantingsstructuren.  De Hox-genen komen tot expressie in specifieke combinaties voor het vormen van de eileiders, de baarmoeder en het bovenste deel van de vagina.
Het ontwikkelen van interne vrouwelijke geslachtsorganen, vanuit de gangen van Müller, vindt plaats in drie fasen. Ten eerste worden cellen ertoe aangezet zich te vermenigvuldigen via de ontwikkelingsroute van de vrouwelijke voortplantingsstructuur. Fase twee is invaginatie, waarbij de gangen van Müller naar binnen vouwen en de openingen van de eileiders vormen. In fase drie prolifereren en verlengen de gangen van Müller en vormen vervolgens de baarmoeder en het bovenste deel van de vagina. Eileiders vormen zich aan het uiteinde dichter bij het hoofd van het lichaam. De baarmoeder en het bovenste gedeelte van de vagina vormen zich aan het andere uiteinde.

## Ongebruikelijke ontwikkeling bij verschillende diersoorten en de mens
In de vroege prenatale ontwikkeling hebben amfibieën en haaien en roggen geslachtsklieren met een dubbele structuur; Een gonadale cortex, geassocieerd met differentiatie van de eierstokken, en een gonadale medulla, geassocieerd met testiculaire differentiatie. Amnioten daarentegen hebben geslachtsklieren met één structuur. Geslachtsspecifieke ontwikkeling is afhankelijk van het lot van de primaire geslachtsstreng. Er zijn ook soortspecifieke afwijkingen in de ontwikkeling van geslachtsstrengen. Kween-runderen zijn een opmerkelijk fenomeen van abnormale ontwikkeling van de geslachtsklieren. Iedere kween is genetisch een vrouwelijk dier, waarbij in meer of mindere mate geslachtskenmerken van mannelijke dieren aanwezig zijn. Dergelijke afwijkingen ontstaan door geslachtsverandering tijdens de ontwikkeling in de baarmoeder. Deze verandering kan veroorzaakt worden tijdens een twee- of drielingdracht, waarbij beide geslachten aanwezig zijn. De hormonen van beide embryo's kunnen via het bloed het andere embryo bereiken. De geslachtshormonen afkomstig van het mannelijk embryo overheersen dan de  hormonen van het vrouwelijke embryo. De vrouwelijke geslachtskenmerken blijven onvoltooid en de mannelijke geslachtskenmerken ontwikkelen zich onvolkomen.
Bij mensen komt intersekse voor, waarbij het lichaam zowel mannelijke als vrouwelijke kenmerken vertoont.. Dat een lichaam met XY-chromosomen zich toch in vrouwelijke richting kan ontwikkelen, komt doordat een embryo in de eerste weken van de zwangerschap de cellen kunnen uitgroeien tot een clitoris óf tot een penis, maar niet tot beide. Biologisch gezien bestaan clitoris en penis dus uit hetzelfde celmateriaal. Het is de hoeveelheid testosteron die bepalend is voor de richting waarin het lichaam zich ontwikkelt. Dat geldt ook voor bijvoorbeeld de schaamlippen, het scrotum en de prostaat. Alleen bij echt hermafroditisme (ovotesticulaire DSD) kan in een lichaam zowel eierstokweefsel als testiculair weefsel voorkomen. Dat kan in de vorm van twee soorten geslachtsklieren, bijvoorbeeld links een testikel en rechts een eierstok, of het kan voorkomen in de vorm van teelbalweefsel (ovotestes), waarbij beide soorten weefsel in de geslachtsklieren naast elkaar worden aangetroffen.

## Fotogalerij

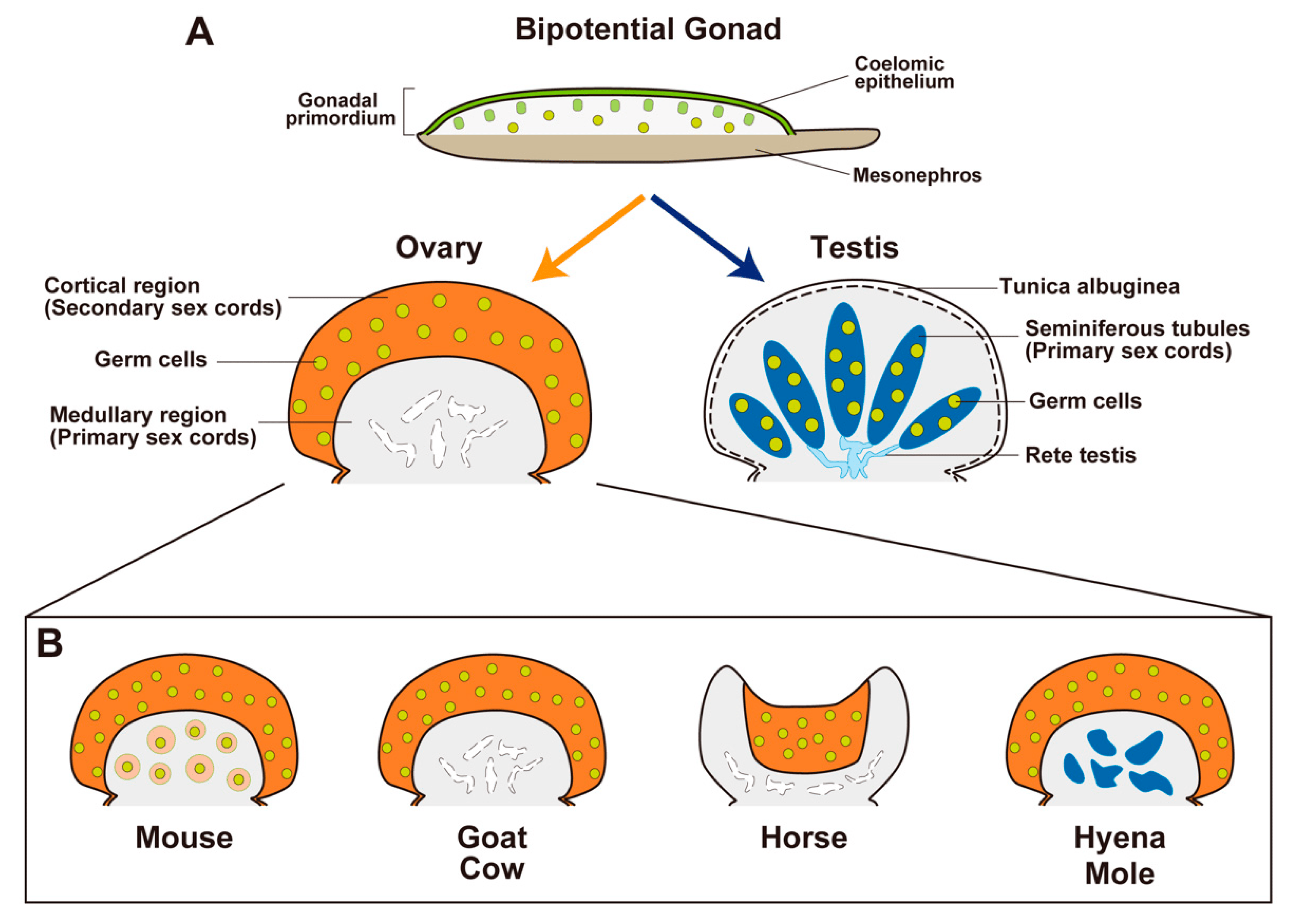
Seksuele differentiatie van bipotentiële geslachtsklieren en de histologische variaties van gonaden bij de aangegeven soort. Muis, geit en koe, paard, hyena en mol. sex cords=geslachtsstrengen.
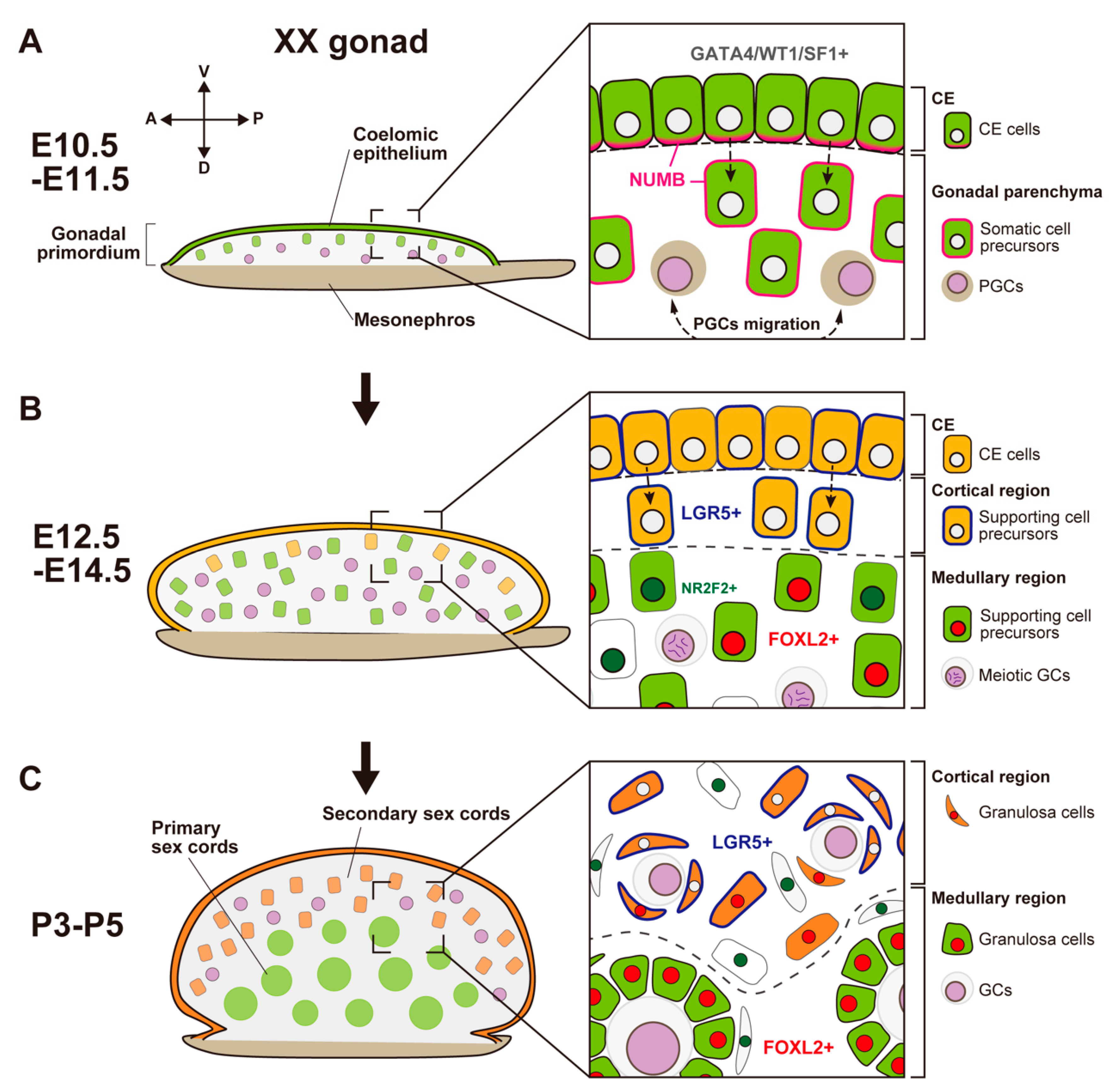
Morfologische veranderingen en somatische celdifferentiatie langs de corticaal-medullaire as vanaf het bipotentiële gonadale primordium bij E10.5 (E=embryonale dagen vanaf de bevruchting) tot de gedifferentieerde eierstok rond P5 (post natal=dagen na de geboorte). sex cords=geslachtsstrengen. mesonephros=oernier.
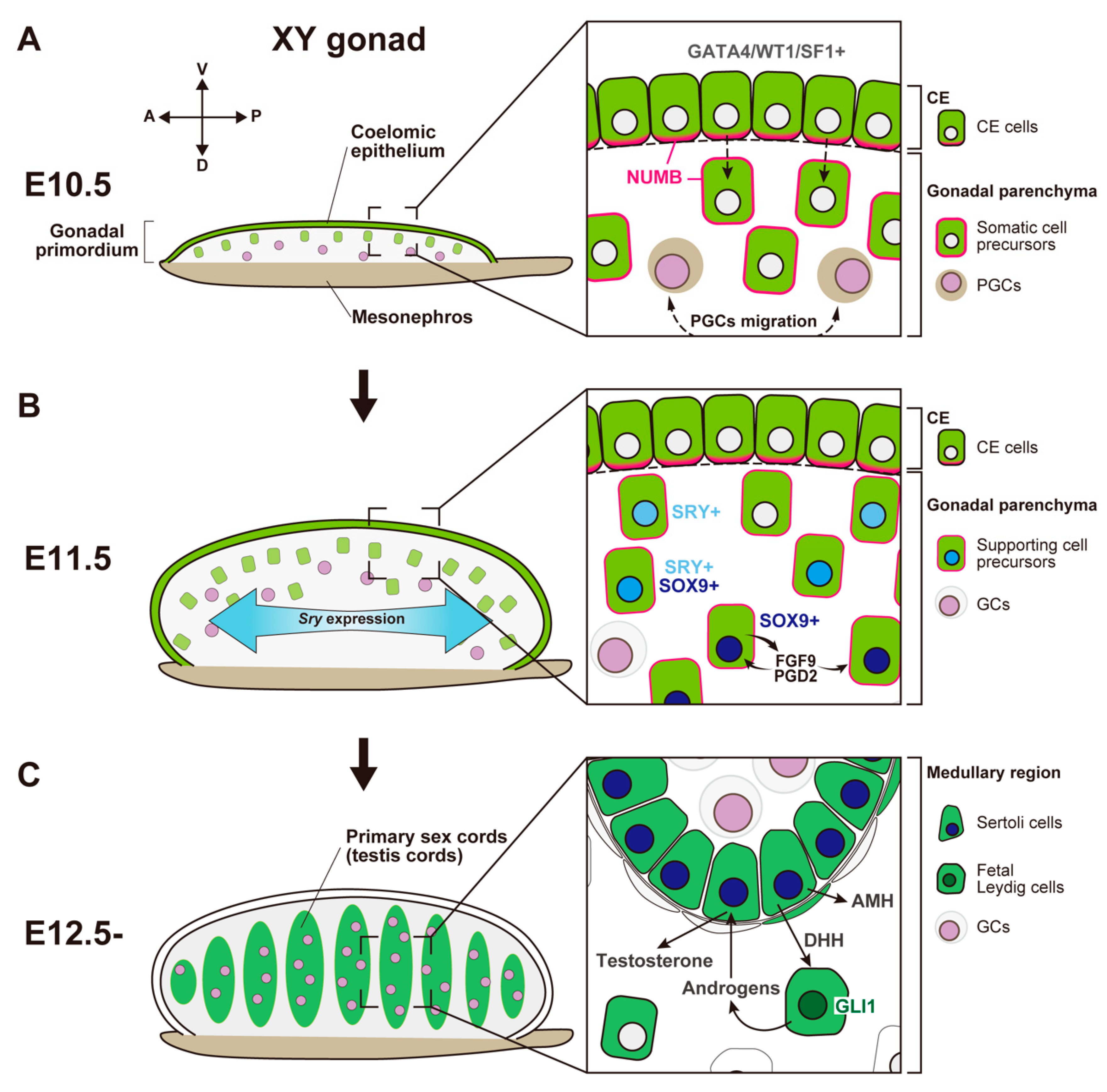
Morfologische verandering en somatische celdifferentiatie tijdens de geslachtsbepalingsperiode, van het bipotentiële gonadale primordium op E10.5 tot de gedifferentieerde teelbal op E12.5. sex cords=geslachtsstrengen. mesonephros=oernier.
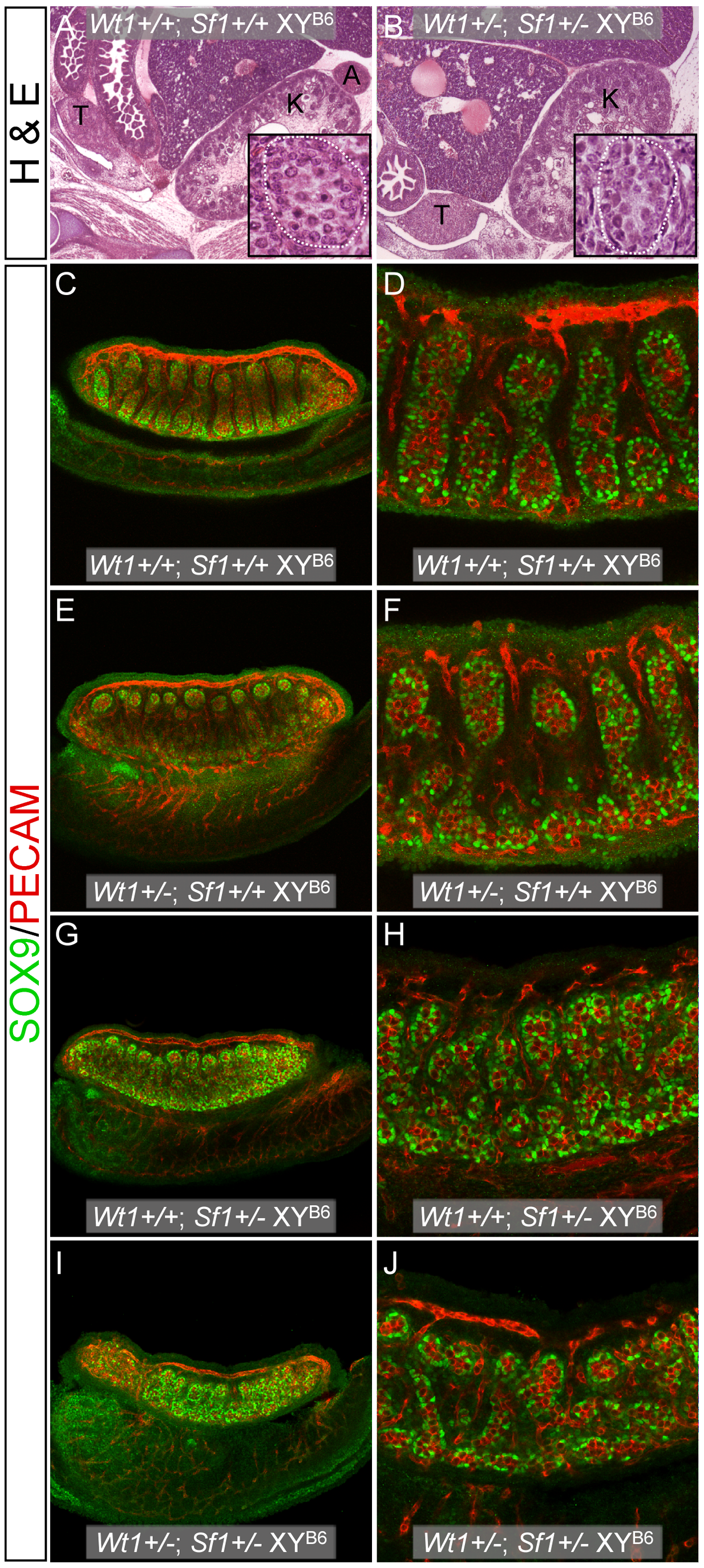
Zaadbalstrengen bij de muis. De inzetten in A en B zijn een uitvergrote weergave die laten zien dat normale zaadbalstrengen aanwezig waren in zowel Wt1+/+; Sf1+/+ en Wt1+/−; Sf1+/− B6 XYB6 foetussen (witte stippellijn schetst een gedeelte van een enkele streng). De mate van ontwikkeling van de zaadbalstrengen in de E13.5 B6 XYB6-geslachtsklieren kan worden gerangschikt van meest compleet tot minst compleet als: Sf1+/+; Wt1+/+>Sf1+/+; Wt1+/−>Sf1+/−; Wt1+/+>Sf1+/−; Wt1+/−.